# Aplidium novaezealandiae
Aplidium novaezealandiae is een zakpijpensoort uit de familie van de Polyclinidae. De wetenschappelijke naam van de soort is voor het eerst geldig gepubliceerd in 1952 door Brewin.